# Viva (同人作家)
Viva是台灣的同人誌漫畫家。

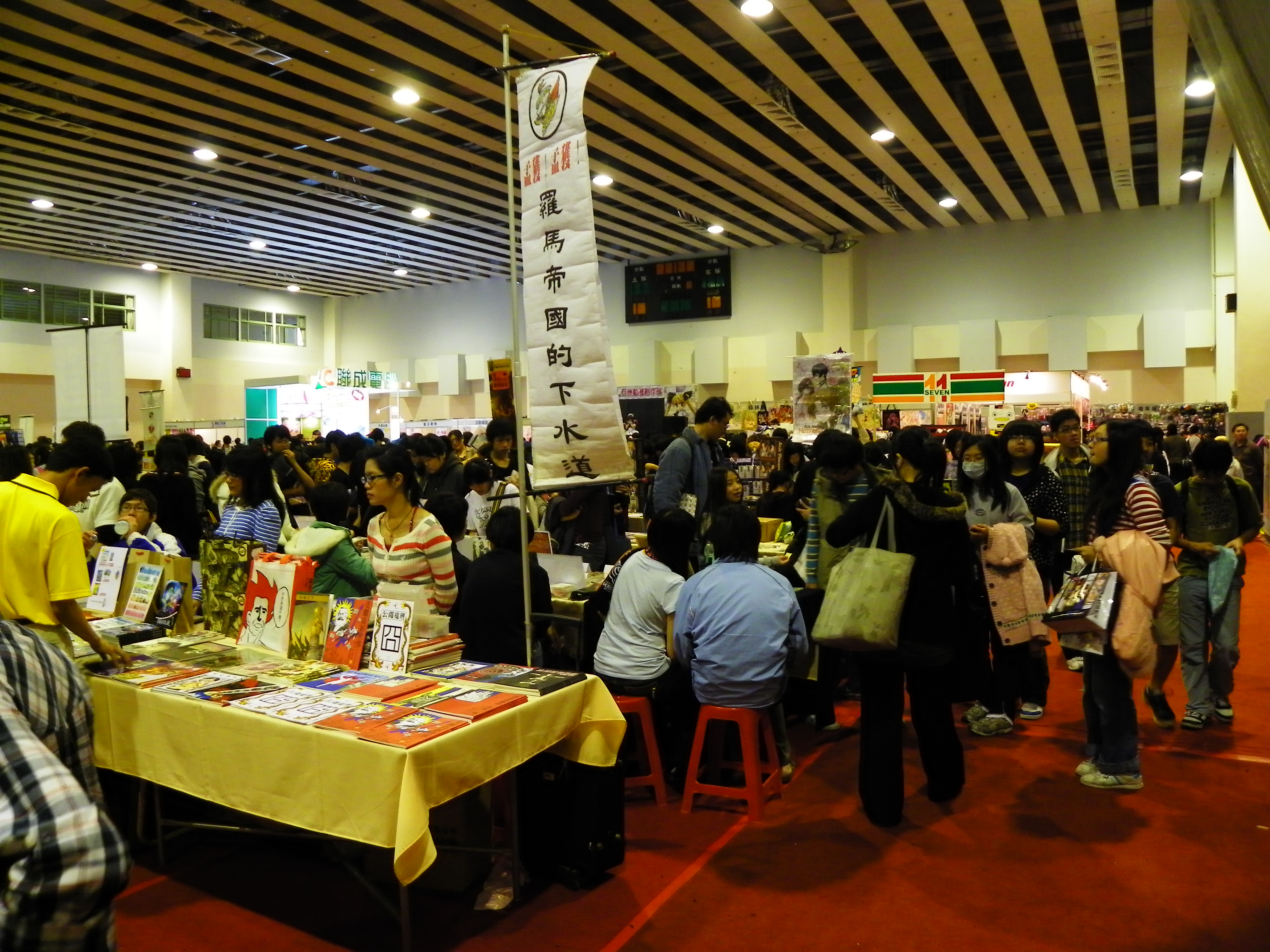
2010年4月PF12的Viva攤位（前方）

其最著名的是一系列以三國演義為本的戲仿同人誌（包括著名的《秋風五丈原》、《錦城秋色草堂春》），其中的「孟獲孟獲」更是成為新的次文化用語，而這系列的成功也使其出版類似內容的商業誌。除了三國系列外，他還有幫由小布希原著，王者之瘋編選的《小布希蠢話大百科》繪圖，此外還有《國軍總部》、《超頻者的地獄》系列等作品。其近作《同人誌的同人誌》則以其參與同人創作的經驗為惡搞題材，風靡港台。
2007年，代表台灣參加威尼斯雙年展。